# Kecamatan Compreng
Kecamatan Compreng är ett distrikt i Indonesien.   Det ligger i provinsen Jawa Barat, i den västra delen av landet, 110 km öster om huvudstaden Jakarta.